# Kathrin Haacker
Kathrin Haacker, née le 3 avril 1967 à Wismar (République démocratique allemande), est une ancienne rameuse est-allemande puis allemande. Elle est médaillée d'or aux Jeux de 1988 puis médaillée de bronze à ceux de 1992.

## Carrière
Kathrin Haacker remporte l'or en huit lors des Jeux olympiques d'été de 1988 puis le bronze sur la même distance aux Jeux de 1992.

## Palmarès

### Jeux olympiques
- Jeux olympiques d'été de 1992 à Barcelone ( Espagne) :
  -  médaille de bronze en huit
- Jeux olympiques d'été de 1988 à Séoul ( Corée du Sud) :
  -  médaille d'or en huit

### Championnats du monde
- Championnats du monde 1994 à Indianapolis ( États-Unis) :
  -  médaille d'or en huit
- Championnats du monde 1993 à Roudnice ( Tchéquie) :
  -  médaille de bronze en huit
- Championnats du monde 1991 à Vienne ( Autriche) :
  -  médaille de bronze en quatre sans barreur
- Championnats du monde 1990 en Tasmanie ( Australie) :
  -  médaille d'argent en quatre sans barreur
- Championnats du monde 1989 à Bled ( Slovénie) :
  -  médaille d'or en deux de pointe
- Championnats du monde 1987 à Copenhague ( Danemark) :
  -  médaille d'argent en deux de pointe
- Championnats du monde 1986 à Nottingham ( Royaume-Uni) :
  -  médaille de bronze en deux de pointe